# Agnieszka Janiuk
Agnieszka Janiuk z domu Pacowska (ur. 1 września 1974 w Warszawie) – polska astrofizyk, Profesor w Centrum Fizyki Teoretycznej PAN, prof. dr hab. Reprezentantka CFT PAN w Krajowej Radzie Astrofizyki Cząstek. W latach 2020-2024 członkini Zarządu i skarbnik Polskiego Towarzystwa Relatywistycznego.

## Życiorys
Absolwentka XI Liceum Ogólnokształcącego im. Mikołaja Reja w Warszawie (1989-1993). W latach 1993–1998 studiowała astronomię i astrofizykę na Uniwersytecie Warszawskim. Zdobyła tytuł magistra i podjęła studia doktoranckie w Centrum Astronomicznym im. Mikołaja Kopernika PAN w Warszawie zakończone w 2003 zdobyciem tytułu doktora nauk fizycznych w zakresie astronomii (dyplom z wyróżnieniem). W ramach kontraktu podoktorskiego pracowała na Uniwersytecie Nevada w Las Vegas. Następnie pracowała w Centrum Astronomicznym im. Mikołaja Kopernika PAN w Warszawie (2007-2011) i równocześnie (2010-2011) jako adiunkt w Centrum Fizyki Teoretycznej PAN. W latach 2009–2011 była członkiem Zarządu Polskiego Towarzystwa Astronomicznego. Stopień naukowy doktora habilitowanego nauk fizycznych w zakresie astronomii nadany przez Radę Naukową CAMK PAN w Warszawie otrzymała w kwietniu 2011 roku, zaś tytuł profesora w dziedzinie nauk ścisłych i przyrodniczych nadany przez Prezydenta RP w styczniu 2021 roku. Od listopada 2011 roku na stanowisku profesora w Centrum Fizyki Teoretycznej PAN.

## Publikacje naukowe
Autorka ponad 140 prac naukowych, które publikuje w różnych czasopismach. Obszar zainteresowań badawczych to: astrofizyka dysków akrecyjnych w układach podwójnych, czarne dziury w Drodze Mlecznej, aktywne jądra galaktyk i kwazarów oraz pochodzenie rozbłysków gamma. Jej wykład na temat radioastronomii można oglądać w serwisie Youtube.